# Имам честта!
„Имам честта!“ (на руски: Честь имею!) е исторически роман от съветския писател Валентин Пикул, написан през 1986 г.

## Сюжет
Внимание:  Текстът по-долу разкрива сюжета на произведението (или части от него)!
... След получаване от мистериозен непознат на ръкопис на офицер от Генералния щаб на Руската империя, въз основа на него, авторът разказва за дейността на разузнавателните службите в Европа в навечерието и по време на Първата световна война. Главният герой на романа („безименен руски офицер“) служи като разузнавач на териториите на Германия и Австро-Унгария, събирайки информация за руския Генерален щаб, ежедневно излагайки живота си на опасност. По време на Първата световна война, дейността на героя на романа се прехвърля на Балканите.
... Много години по-късно, възрастният разузнавач отново ще се включи в борбата срещу Германия по време на Втората световна война. Той се връща в Сърбия, на чиито полета в съдбата му ще настъпи трагическа развръзка ...